# Deinonychus
Deinonychus ("Frygtelige klo") var en slægt af kødædende dinosaurer som levede i Tidlig Kridt, for 120 til 110 millioner år siden, i Nordamerika. Den var omkring 2,8 til 3 meter lang, var letbygget, smidig og hurtig. Deinonychus levede i flokke med op til 10 individer, og jagede formentlig sammen om at nedlægge byttedyr, der var langt større end dem selv. Deinonychus antirrophus er den eneste kendte art i slægten.

## Opdagelse
I år 1964 undersøgte John Ostrom, Grant Meyer, samt et hold af udgravere, et nyt fossil-område i det sydlige Montana. Over de næste få år fandt de mange nye dinosaurarter, men de mest spændende fund var resterne af en mellemstor kødædende dinosaurus, som de navngav Deinonychus. Adskillige gode og velbevarede skeletter fra 120-110 millioner år siden efterlod en detaljeret rekonstruktion af Deinonychus, som en kraftig, hurtig og smidig theropod.

### Diskussionerne
I 1969, da John Ostrom rapporterede tilbage om Deinonychus, mente han, at Deinonychus ikke var vekselvarm som andre dinosaurer, hvilket var billedet af alle dinosaurer på det tidspunkt. Han mente, at Deinonychus var varmblodet og intelligent, og havde en relativt stor hjerne, for ellers kunne den ikke jage så hurtigt og adræt som dens krop viste, at den var i stand til. Det var med til at ændre billedet på mange dinosaurer. Der blev diskuteret meget om, om det var rigtigt hvad Ostrom mente, men de fleste mener i dag at der var stor sandsynlighed for, at Deinonychus var varmblodet, intelligent og smidig.

## Udseende
Deinonychus var hurtig, adræt, stærk, og ikke mindst intelligent. Spørgsmålet om, at den var dækket af fjer, er ikke usandsynligt, og hvis det ikke var fjer, kunne det måske være dun i stedet for. Deinonychus havde kraftige kæber, spidse tænder, og stærke lemmer. På hver storetå havde den en stor seglformet klo (hvilken den har fået sit navn fra; Deinonychus betyder "frygtelige klo"), som kunne tilføje dybe sår.

## Byttedyr
Deinonychus har muligvis jagtet en dinosaur ved navn Tenontosaurus, da man har fundet nogle af Deinonychus' tænder omkring et skelet af en Tenontosaurus, så det er muligt at den har jaget denne dinosaur.

## Jurassic Park-filmene
Deinonychus spiller en central rolle i Steven Spielberg-filmen Jurassic Park. Man har dog kaldt den Velociraptor (hurtig røver), da det er mere mundret på engelsk. Deinonychus var mere end dobbelt så stor som den rigtige Velociraptor, så for at gøre filmen mere uhyggelig er Velociraptorerne modelleret efter Deinonychus.